# 피아노 협주곡 14번 (모차르트)
볼프강 아마데우스 모차르트의 피아노 협주곡 14번, K. 449 E ♭ 장조는 1784년에 작곡된 피아노 협주곡이다. 그가 7년 동안 보관했던 그의 음악 노트에 처음으로 넣은 작곡으로, 주요 주제, 완성 날짜 및 기타 중요한 정보를 표시했다. 이 노트에서 우리는 그가 1784년 2월 9일에 협주곡을 완성했다는 정보를 알 수 있다.

이 협주곡에는 세 가지 악장이 있다.
1. Allegro vivace
2. Andantino (B♭ major
3. Allegro ma non troppo